# Proteínas de unión al ADN

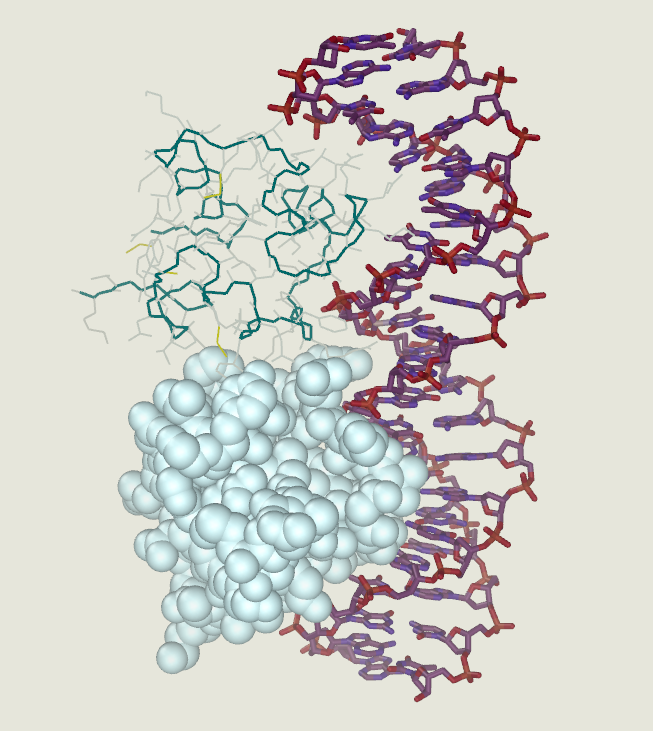
Proteína Cro unida al ADN.

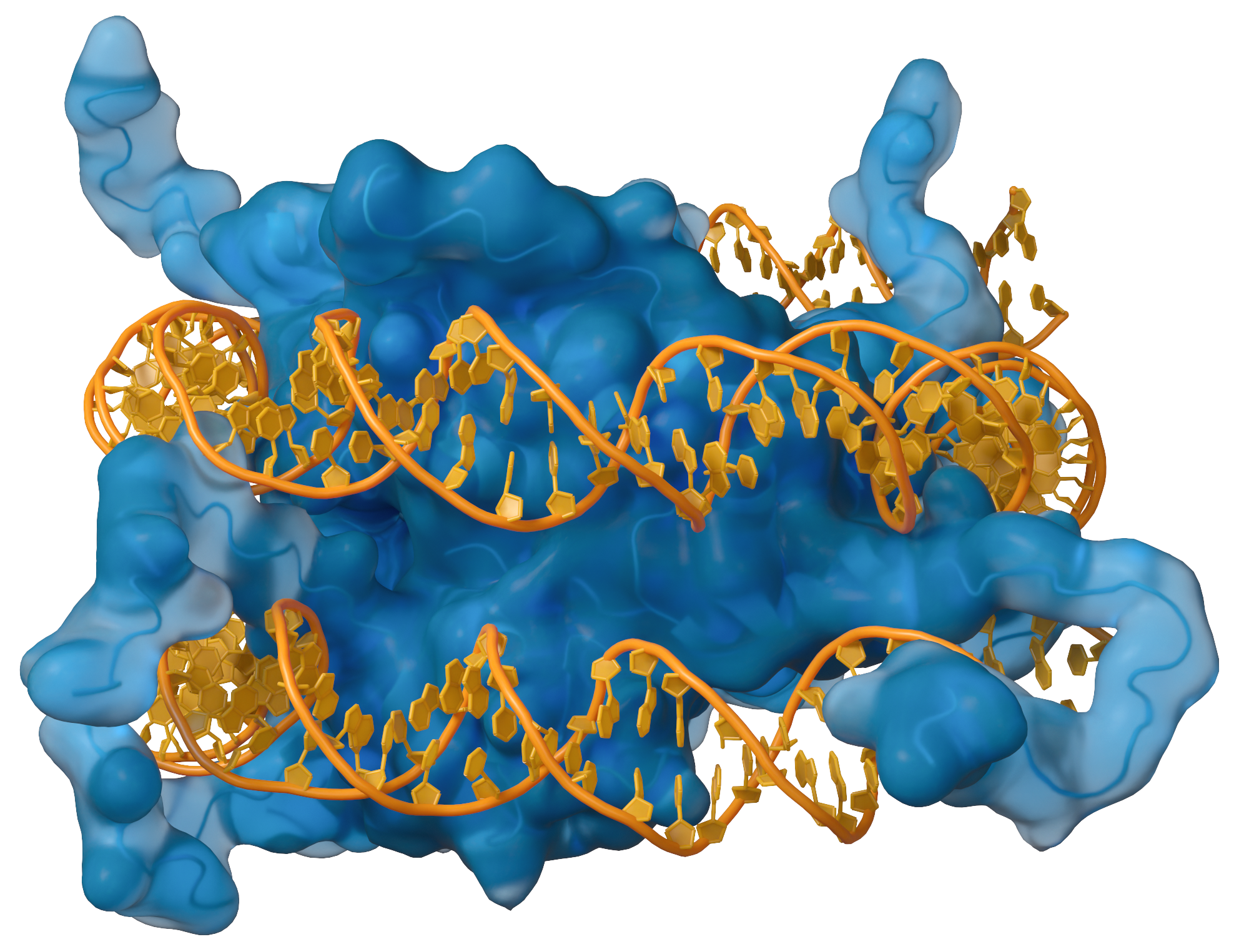
Interacción del ADN (naranja) con las histonas (azul). Los aminoácidos básicos de estas proteínas se unen a los grupos fosfato ácidos en el ADN.

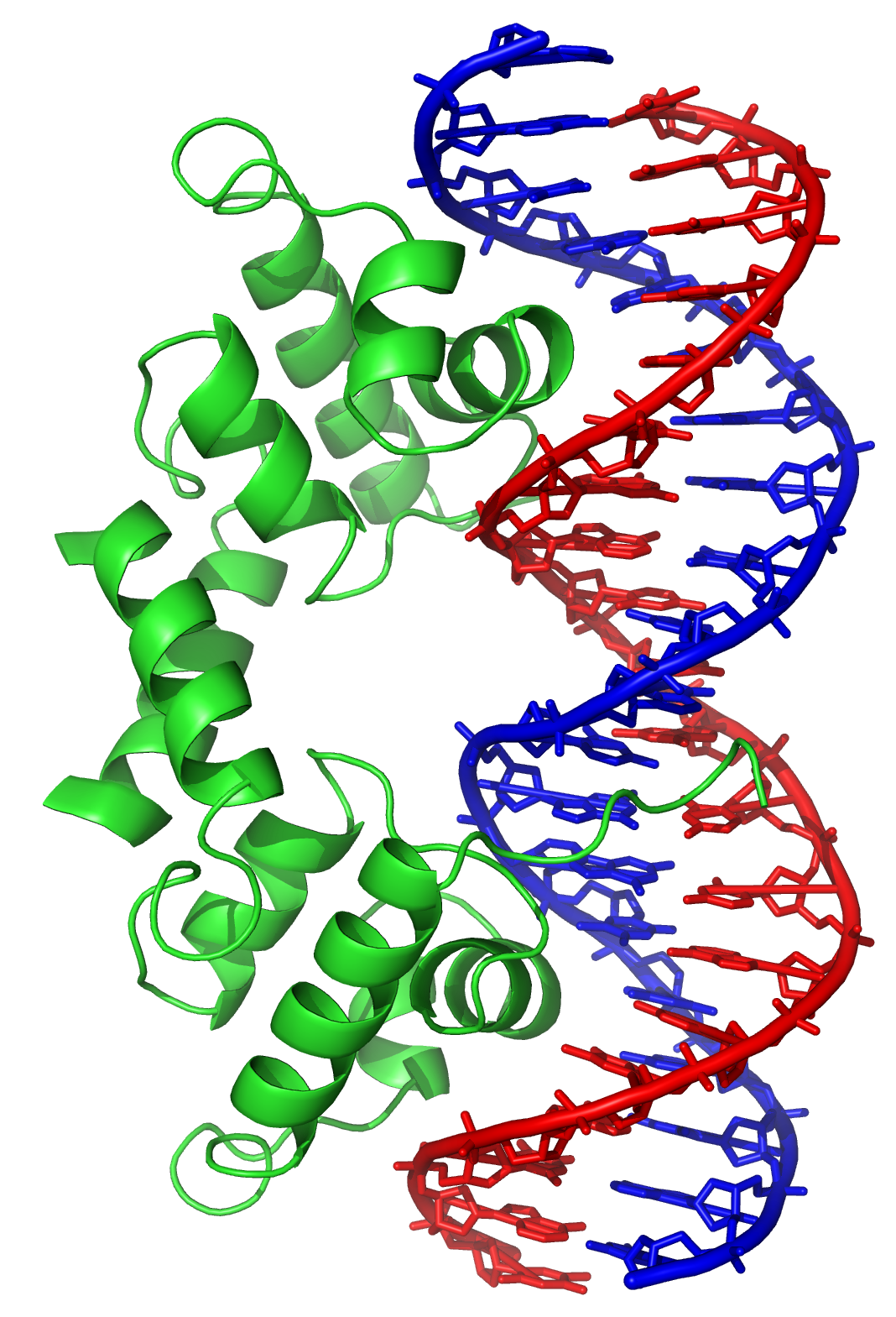
El represor del fago lambda es un factor de transcripción con un dominio HTH que se une a su ADN diana.

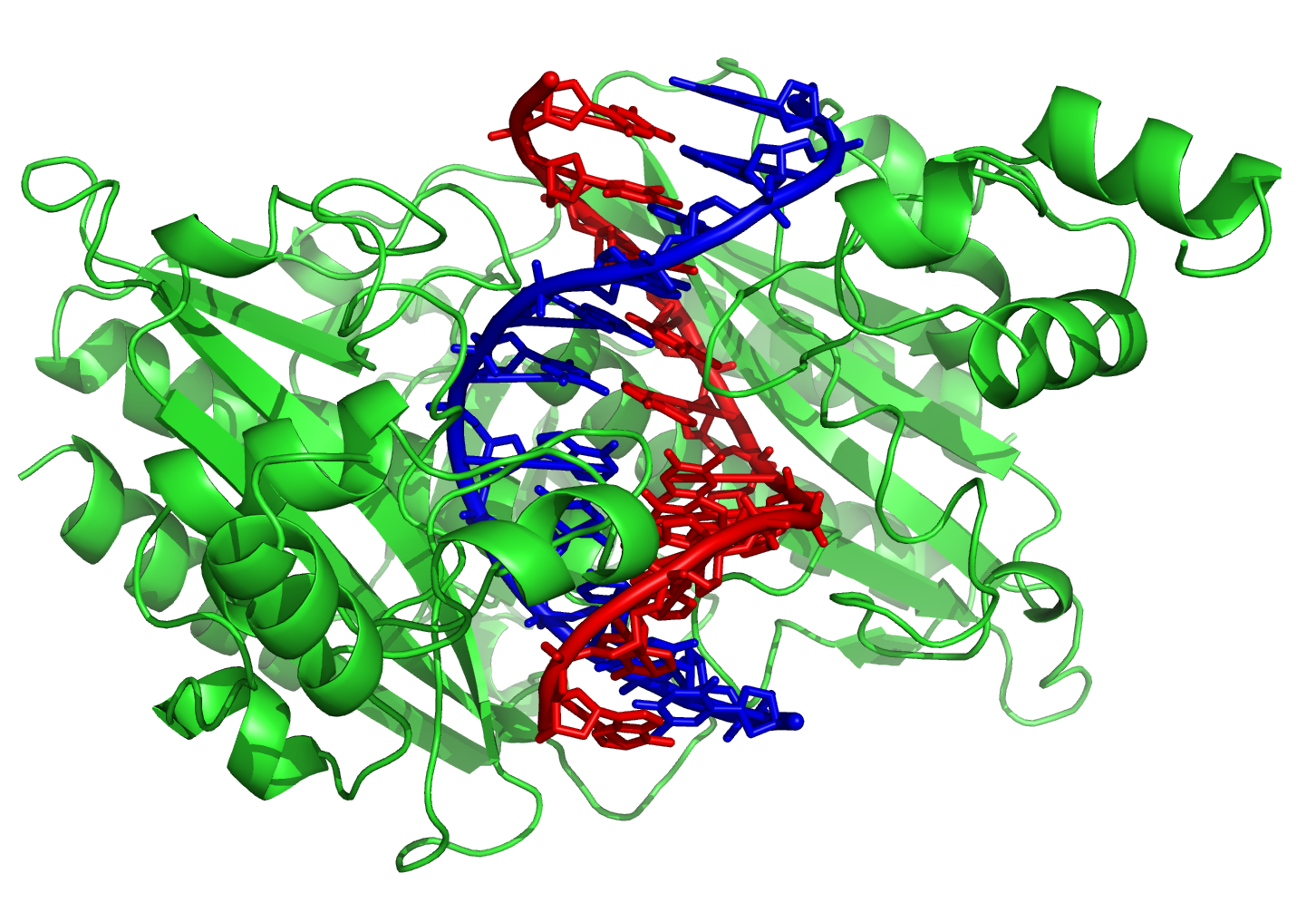
La enzima de restricción EcoRV (verde) formando un complejo con su ADN diana.

Las proteínas de unión al ADN son proteínas que tienen dominios de unión al ADN y, por lo tanto, tienen una afinidad específica o general por el ADN monocatenario o bicatenario. Las proteínas de unión a secuencias específicas del ADN generalmente interactúan con el surco mayor del ADN-B, porque expone más grupos funcionales que identifican un par de bases. Sin embargo, existen algunos ligandos de unión al surco menor del ADN conocidos como netropsina, distamicina, Hoechst 33258, pentamidina, DAPI y otros.

## Ejemplos
Las proteínas de unión al ADN incluyen factores de transcripción que modulan el proceso de transcripción, varias polimerasas, nucleasas que cortan y degradan moléculas de ADN e histonas que participan en el empaquetamiento cromosómico y en el proceso de transcripción en el núcleo celular. Las proteínas de unión al ADN pueden incorporar dominios como los dedos de zinc, la hélice-giro-hélice (HTH) y la cremallera de leucina (entre muchos otros) que facilitan la unión al ácido nucleico. También hay ejemplos menos comunes activadores de la transcripción, como son los efectores.

## Interacciones proteína-ADN no específicas
Las proteínas estructurales que se unen al ADN son ejemplos bien conocidos de interacciones proteína-ADN no específicas. Dentro de los cromosomas, el ADN se mantiene en complejos con proteínas estructurales. Estas proteínas organizan el ADN en una estructura compacta llamada cromatina. En eucariotas, esta estructura implica la unión del ADN a un complejo de pequeñas proteínas básicas llamadas histonas. En los procariotas, participan múltiples tipos de proteínas. Las histonas forman un complejo en forma de disco llamado nucleosoma, que contiene dos vueltas completas de ADN de doble hebra envuelto alrededor de su superficie. Estas interacciones inespecíficas se forman a través de residuos básicos en las histonas que forman enlaces iónicos con la estructura ácida del enlace azúcar-fosfato del ADN y, por lo tanto, son en gran medida independientes de la secuencia de bases. Las modificaciones químicas que pueden sufrir estos residuos de aminoácidos básicos incluyen metilación, fosforilación y acetilación. Estos cambios químicos alteran la fuerza de la interacción entre el ADN y las histonas, haciendo que el ADN sea más o menos accesible a los factores de transcripción, modificando así la tasa de transcripción. Otras proteínas de unión al ADN no específicas en la cromatina incluyen las proteínas del grupo de alta movilidad (HMG), que se unen al ADN plegado. Los estudios biofísicos llevados a cabo muestran que estas proteínas arquitectónicas HMG se unen y se pliegan formando un bucle de ADN para poder realizar sus funciones biológicas. Estas proteínas son importantes para plegar grupos de nucleosomas y organizarlos en estructuras mayores que finalmente dan lugar a los cromosomas.

## Proteínas que se unen específicamente al ADN monocatenario
Un grupo distinto de proteínas de unión al ADN son las proteínas que se unen específicamente al ADN monocatenario. En los seres humanos, la proteína de replicación A es la más estudiada y mejor conocida de esta familia y se utiliza en procesos en los que se produce una apertura de la doble hélice, tales como la replicación, la recombinación y la reparación del ADN. Estas proteínas de unión parecen estabilizar el ADN monocatenario y protegerlo de la formación de estructuras tipo tallo-bucle o de ser degradado por nucleasas.

## Unión a secuencias de ADN específicas
Por el contrario, otras proteínas han evolucionado para unirse a secuencias de ADN específicas. Los más estudiados son los denominados factores de transcripción, que son proteínas que regulan la transcripción de determinados genes de forma específica. Cada factor de transcripción se une a un conjunto específico de secuencias de ADN y activa o inhibe la transcripción de aquellos genes que presentan estas secuencias en sus promotores. Los factores de transcripción hacen esto de dos formas. En primer lugar, pueden unirse a la ARN polimerasa responsable de la transcripción, ya sea directamente o mediante otras proteínas mediadoras; esto ubica la polimerasa en el promotor y le permite comenzar la transcripción. Alternativamente, los factores de transcripción pueden unirse a enzimas que modifican las histonas en el promotor. Esto altera la accesibilidad de la polimerasa al ADN molde.
Estas secuencias diana pueden estar distribuidas en distintos puntos a lo largo de todo el genoma de un organismo. Por lo tanto, los cambios en la actividad de un determinado factor de transcripción pueden afectar a miles de genes (lo que se denomina efecto pleiotrópico). De este modo, estas proteínas son a menudo los objetivos de los procesos de transducción de señales que controlan las respuestas a los cambios ambientales o el desarrollo y la diferenciación celular. La especificidad de las interacciones de estos factores de transcripción con el ADN proviene de las interacciones específicas que tienen lugar con los nucleótidos, lo que les permite reconocer la secuencia de ADN. La mayoría de estas interacciones con las bases se realizan en el surco mayor, donde las bases son más accesibles. Las descripciones matemáticas de la unión ADN-proteína que tienen en cuenta la especificidad de secuencia y la unión competitiva y cooperativa de proteínas de diferentes tipos se suelen realizar con la ayuda de modelos de rejilla. Se han propuesto métodos computacionales para identificar la especificidad de la secuencia de unión al ADN para hacer un buen uso de los abundantes datos de secuencia en la era post-genómica.

## Interacciones proteína-ADN
Las interacciones proteína-ADN se producen cuando una proteína se une a una molécula de ADN, a menudo para regular la expresión de dicho ADN, generalmente la expresión de un gen. Entre las proteínas que se unen al ADN se encuentran factores de transcripción que activan o reprimen la expresión génica al unirse a motivos de ADN e histonas que forman parte de la estructura del ADN y se unen a él de manera menos específica. También las proteínas que reparan el ADN, como la uracil-ADN glicosilasa, interactúan estrechamente con él.
En general, las proteínas se unen al ADN en el surco mayor, pero existen excepciones. Las interacciones proteína-ADN son principalmente de dos tipos: específicas o inespecíficas. Experimentos recientes de molécula única demostraron que las proteínas de unión al ADN se vuelven a unir rápidamente para que dicha unión se produzca en la orientación correcta y así reconocer la secuencia diana.

### Diseño
El diseño de proteínas de unión al ADN que tienen un sitio de unión específico ha sido y es un gran reto dentro del ámbito de la biotecnología. Se han diseñado proteínas con dedos de zinc para unirse a secuencias de ADN específicas, siendo ésta la base de las nucleasas con dedos de zinc utilizadas como herramienta biotecnológica. Recientemente, también se han creado nucleasas efectoras de tipo activadoras de la transcripción (TALEN) que se basan en proteínas naturales secretadas por la bacteria Xanthomonas a través de su sistema de secreción tipo III cuando infectan varias especies de plantas.

### Métodos de detección
Existen diversas técnicas in vivo e in vitro que son útiles para detectar interacciones proteína-ADN. A continuación, se enumeran algunos métodos actualmente en uso:
- Ensayo de retardo en gel (EMSA): es una técnica cualitativa generalizada para estudiar las interacciones proteína-ADN de factores de transcripción conocidos.[28][29]
- Interacción proteína-ADN - Ensayo inmunoabsorbente ligado a enzimas (DPI-ELISA): esta técnica permite el análisis cualitativo y cuantitativo de las preferencias de unión al ADN de proteínas conocidas in vitro.[30][31] Además, esta técnica permite el análisis de complejos de proteínas que se unen al ADN (DPI-Recruitment-ELISA). También permite la detección automática de varias sondas de nucleótidos debido a su formato de placa ELISA estándar.[32][33]
- Ensayo de huella de ADNasa o footprinitng: se puede utilizar para identificar los sitios específicos de unión de una proteína al ADN con una resolución de un par de bases.[34]
- Inmunoprecipitación de cromatina: se usa para identificar in vivo las regiones diana de ADN de un factor de transcripción conocido. Esta técnica, cuando se combina con una secuenciación de alto rendimiento, se conoce como ChIP-Seq, y cuando se combina con microarrays se conoce como ChIP-chip.
- Sistema monohíbrido de levadura (Y1H): se utiliza para identificar qué proteína se une a un fragmento de ADN en particular. El sistema monohíbrido bacteriano (B1H) se utiliza para identificar qué proteína se une a un fragmento de ADN en particular.
- Determinación de la estructura mediante cristalografía de rayos X: se ha utilizado para proporcionar una resolución atómica muy detallada de las interacciones proteína-ADN.

Además de estos métodos, otras técnicas como SELEX, PBM (microarrays de unión a proteínas),microarrays de ADN, DamID, FAIRE o más recientemente DAP-seq se utilizan en el laboratorio para investigar las interacciones proteína-ADN tanto in vivo como in vitro.

### Manipulación de las interacciones
Las interacciones proteína-ADN se pueden modular utilizando determinados estímulos como la fuerza iónica del tampón, el crowding macromolecular, la temperatura, el pH y el campo eléctrico. Esto puede llevar a una disociación / asociación reversible del complejo proteína-ADN.